# Canale Severo-Ekaterininskij
Il canale Severo-Ekaterininskij è un canale navigabile abbandonato situato nella Russia europea nordorientale (Repubblica dei Komi e Kraj di Perm').
Lungo circa 18 km, il canale collegava i bacini idrografici del Volga e della Dvina Settentrionale tramite i loro affluenti Južnaja Kel'tma e Severnaja Kel'tma; la costruzione iniziò nel 1785 e terminò nel 1822, ma già nel 1838 il canale venne abbandonato in favore di un altro tracciato.